# Chaetomium angustum
Chaetomium angustum är en svampart som beskrevs av Chivers 1915. Chaetomium angustum ingår i släktet Chaetomium och familjen Chaetomiaceae.   Inga underarter finns listade i Catalogue of Life.